# Лажише
Лажише (словен. Lažiše) — поселення в общині Добє, Савинський регіон, Словенія. Висота над рівнем моря: 525,9 м.